# Sonya Smith
Sonya Smith (Filadelfia, 23 de abril de 1972) es actriz estadounidense-venezolana. Reside en Miami, Florida.

## Biografía
Hija de la actriz alemana Ileana Jacket radicada en Venezuela y del estadounidense Frederick Smith. Aunque nació en Estados Unidos, creció en Venezuela y se identificó con la cultura venezolana.
Se inició en actuación a los 13 años al ser "descubierta" cuando acompañaba a su madre a los estudios. Becada por RCTV para estudiar arte dramático. También asistió a la Universidad Central de Venezuela donde estudió tres semestres de psicología.

## Carrera actoral
Comenzó haciendo papeles secundarios en telenovelas de RCTV como Cristal, la cual alcanzó renombre internacional y El desprecio.
Su ascenso vino a principios de los años 90 cuando interpretó a Estrellita Montenegro, personaje principal en Cara sucia.
Luego le siguieron Rosangélica junto a Víctor Cámara y Lupita Ferrer en 1992. En 1994 protagonizó María Celeste junto a Miguel de León y Fedra López.
En Colombia participó en la telenovela Guajira en 1996. De regreso a Venezuela en 1997 actuó en Destino de mujer y más tarde en Perú también protagonizó la telenovela Milagros en 2000.
En 2006 hizo parte de Olvidarte jamás junto al actor Gabriel Porras. Dicha producción grabada en Miami. En 2007 apareció en la telenovela Acorralada de Alberto Gómez junto a David Zepeda y Alejandra Lazcano. Igualmente, Pecados ajenos de la cadena Telemundo desempeñó papel de antagonista.
En 2009 actuó en la telenovela de TV Azteca Vuélveme a querer protagonizada por Mariana Torres y Jorge Alberti.
Al año siguiente, protagonizó la telenovela de Telemundo ¿Dónde está Elisa? y firmó contrato de exclusividad con dicha cadena al igual que su esposo Gabriel Porras.[cita requerida]
En 2011 protagonizó Aurora remplazando a Sara Maldonado.
En 2012 participó en Corazón valiente. 
En 2013 protagonizó Marido en alquiler de Telemundo interpretando a Griselda Carrasco. Compartió escena con Juan Soler y Maritza Rodríguez.

### Incursiones en Hollywood
En 2005 hizo su debut de Hollywood, interpretando a Ángela LaSalle en Cyxork 7 donde actuó junto a Ray Wise.
En 2007 participó en otra película Ladrón que roba a ladrón donde compartió créditos con los actores Fernando Colunga y Miguel Varoni entre otros.

## Filmografía

### Televisión
| Año       | Telenovela               | Personaje                                      |
| --------- | ------------------------ | ---------------------------------------------- |
| 2025      | Velvet: el nuevo imperio | Pilar Márquez                                  |
| 2022      | El repatriado            | April                                          |
| 2021      | Si nos dejan             | Ella misma                                     |
| 2018-2021 | Falsa identidad          | Fernanda Virrueta López                        |
| 2018      | Mi familia perfecta      | Dakota Johnson                                 |
| 2017      | Milagros de Navidad      | Soledad de Bustamante                          |
| 2014-2015 | Tierra de reyes          | Cayetana Belmonte Viuda de Del Junco           |
| 2013      | Marido en alquiler       | Griselda Carrasco                              |
| 2012      | Corazón valiente         | Isabel Uriarte de Arroyo                       |
| 2011      | Aurora                   | Ángela Amenabar                                |
| 2010      | ¿Dónde está Elisa?       | Danna Riggs de Altamira                        |
| 2009      | Vuélveme a querer        | Liliana Acosta                                 |
| 2008-2009 | Pecados ajenos           | Elena Sandoval de Torres                       |
| 2007      | Acorralada               | Fedora Garcés Ledesma, "Gaviota"               |
| 2006      | Olvidarte jamás          | Luisa Domínguez / Victoria Salinas             |
| 2000      | Milagros                 | Milagros De La Torre Vargas / Chachita Vargas  |
| 2000      | Mariú                    | Coralia Lozada de Gálvez                       |
| 1997      | Destino de mujer         | Mariana Oropeza Castillo                       |
| 1996      | Guajira                  | Sonia Arbeláez                                 |
| 1994      | María Celeste            | María Celeste Paniagua                         |
| 1993      | Rosangélica              | Rosangélica González Hernández / Elisa Montero |
| 1992      | Cara sucia               | Estrella Montenegro                            |
| 1991      | El desprecio             | Violeta Velandró                               |
| 1990      | Gardenia                 | Margarita                                      |
| 1985      | Cristal                  | Maggie                                         |

### Cine
- Desconocidos (Estados Unidos, 2012) como DA Verónica Riley.[7]
- Hunted by Night (2010) como Tania.
- I Didn't Know How I Was (2008) como Detective Higgins.
- I Didn't Know Who I Was (2008) como Michelle.
- Ladrón que roba a ladrón (2007) como Verónica Valdez.
- La misma luna (2007) como Misses/Mrs Snyder.
- Cyxork 7 (2006) como Ángela LaSalle.
- Un sueño en el abismo (1991).
- Pacto de sangre (1985).

## Premios y nominaciones

### Premios Tu Mundo
| Año  | Categoría             | Telenovela         | Resultado |
| ---- | --------------------- | ------------------ | --------- |
| 2014 | Protagonista favorita | Marido en alquiler | Nominada  |

### PremiosPeople en Español
| Año  | Categoría    | Telenovela         | Resultado |
| ---- | ------------ | ------------------ | --------- |
| 2013 | Mejor actriz | Marido en alquiler | Nominada  |
| 2010 | Mejor actriz | ¿Dónde está Elisa? | Nominada  |

### Miami Life Awards
| Año  | Categoría    | Telenovela         | Resultado |
| ---- | ------------ | ------------------ | --------- |
| 2013 | Mejor actriz | Marido en alquiler | Ganadora  |